# Thysanoprymna peculiaris
Thysanoprymna peculiaris là một loài bướm đêm thuộc phân họ Arctiinae, họ Erebidae.